# Gavin Brown
Gavin Brown – australijski zapaśnik walczący w stylu wolnym. Wicemistrz Oceanii w 1992 i trzeci w 1995 roku.